# Vannevar Bush
Vannevar Bush (Chelsea, Massachusetts, 11 de março de 1890 — Belmont, 30 de junho de 1974) foi um engenheiro, inventor e político estadunidense, que durante a Segunda Guerra Mundial chefiou o Escritório de Pesquisa Científica dos Estados Unidos e Desenvolvimento (OSRD), por meio do qual quase toda a P&D militar durante a guerra foi realizada, incluindo importantes desenvolvimentos em radar e o início e administração inicial do Projeto Manhattan. Ele enfatizou a importância da pesquisa científica para a segurança nacional e o bem-estar econômico e foi o principal responsável pelo movimento que levou à criação da National Science Foundation.

## Vida
Bush ingressou no Departamento de Engenharia Elétrica do Instituto de Tecnologia de Massachusetts (MIT) em 1919 e fundou a empresa que se tornou a Raytheon Company em 1922. Bush tornou-se vice-presidente do MIT e reitor da Escola de Engenharia do MIT em 1932 e presidente da Carnegie Institution em 1938.
Durante sua carreira, Bush patenteou uma série de suas próprias invenções. Ele é conhecido principalmente por seu trabalho de engenharia em computadores analógicos e pelo memex. Começando em 1927, Bush construiu um analisador diferencial, um computador analógico com alguns componentes digitais que poderia resolver equações diferenciais com até 18 variáveis independentes. Uma ramificação do trabalho de Bush e outros no MIT foi o início da teoria do projeto de circuitos digitais. O memex, que ele começou a desenvolver na década de 1930 (fortemente influenciado por "Statistical Machine" de Emanuel Goldberg de 1928) era um hipotético microfilme ajustável visualizador com uma estrutura análoga à do hipertexto. O memex e o ensaio de Bush de 1945 "As We May Think" influenciaram gerações de cientistas da computação, que se inspiraram em sua visão do futuro.
Bush foi nomeado para o Comitê Consultivo Nacional de Aeronáutica (NACA) em 1938 e logo se tornou seu presidente. Como presidente do National Defense Research Committee (NDRC) e, posteriormente, diretor do OSRD, Bush coordenou as atividades de cerca de seis mil importantes cientistas americanos na aplicação da ciência à guerra. Bush foi um conhecido formulador de políticas e intelectual público durante a Segunda Guerra Mundial, quando foi efetivamente o primeiro conselheiro científico presidencial. Como chefe do NDRC e OSRD, ele iniciou o Projeto Manhattan e garantiu que recebesse a máxima prioridade dos níveis mais altos do governo. Na ciência, a fronteira sem fim, seu relatório de 1945 ao presidente dos Estados Unidos, Bush pediu uma expansão do apoio do governo à ciência e pressionou pela criação da National Science Foundation.

## Publicações
(lista completa de artigos publicados: Wiesner 1979, pp. 107–117).

### Livros
- Bush, Vannevar; Timbie, William H. (1922). Principles of Electrical Engineering. [S.l.]: John Wiley & Sons – via Internet Archive
- Bush, Vannevar; Wiener, Norbert (1929). Operational Circuit Analysis. New York: J. Wiley & Sons. OCLC 2167931
- —— (1945). Science, the Endless Frontier: a Report to the President. Washington, D.C.: U.S. Government Printing Office. OCLC 1594001
- —— (1946). Endless Horizons. Washington, D.C.: Public Affairs Press. OCLC 1152058
- —— (1949). Modern Arms and Free Men: a Discussion of the Role of Science in Preserving Democracy. New York: Simon and Schuster. OCLC 568075
- Bush, Vannevar (1967). Science Is Not Enough. New York: Morrow. OCLC 520108
- Bush, Vannevar (1970). Pieces of the Action. New York: Morrow. OCLC 93366

### Ensaios
- 1945, "As We May Think", Atlantic Monthly.